# Giro del Trentino 2009
Der 33. Giro del Trentino ist ein Rad-Etappenrennen, das vom 22. bis zum 25. April 2009 stattfand. Es wurde in vier Etappen über eine Distanz von 538,2 Kilometern ausgetragen. Das Rennen war Teil der UCI Europe Tour 2009 und dort in die Kategorie 2.1 eingestuft.

## Etappen
| Etappe    | Tag       | Start – Ziel                      | km         | Etappensieger      | Führender       |
| --------- | --------- | --------------------------------- | ---------- | ------------------ | --------------- |
| 1. Etappe | 22. April | Torbole sul Garda – Arco          | 17,5 (EZF) | Andreas Klöden     | Andreas Klöden  |
| 2. Etappe | 23. April | Riva del Garda – Alpe di Pampeago | 141        | Przemysław Niemiec | Janez Brajkovič |
| 3. Etappe | 24. April | Tesero – Innervillgraten (AUT)    | 165,5      | Robert Hunter      | Janez Brajkovič |
| 4. Etappe | 25. April | Sillian (AUT) – Peio Terme        | 214,2      | Danilo Di Luca     | Ivan Basso      |